# ميغيل دياب
ميغيل دياب (بالإسبانية: Miguel Diab)‏ مواليد 16 سبتمبر 1920 في بوينس آيرس - الوفاة 20 أبريل 1994، هو لاعب كرة سلة أوروغوياني. مثّل منتخب بلاده. شارك في دورة الألعاب الأولمبية الصيفية سنة 1948.

## روابط خارجية
- ميغيل دياب على موقع الاتحاد الدولي لكرة السلة (الإنجليزية)
- ميغيل دياب على موقع سبورتس رفرنس (الإنجليزية)
- ميغيل دياب على موقع أوليمبيديا (الإنجليزية)